# جیسون کید
جیسون فردریک کید (به انگلیسی: Jason Frederick Kidd) ‏ (۲۳ مارس ۱۹۷۳ در سان فرانسیسکو، کالیفرنیا) بازیکن بسکتبال حرفه‌ای آمریکا که در حال حاضر در تیم نیویورک نیکس در پست یک بازی می‌کند. با۴۱ سال سن ملیتی آمریکائی دارد و بزرگ شدهٔ اوکلند ایالت کالیفرنیا می‌باشد. وی در دانشگاه کالیفرنیا، بسکتبال را آموخت و در دومین برداشت از دور دوم درفت سال ۱۹۹۶ به توسط دالاس موریکس به ان بی ای راه یافت. در ابتدای فصل ۹۶–۹۷ به تیم فینیکس سانز پیوست و از سال۱۹۹۶ الی ۲۰۰۱ برای این تیم بازی کرد. سپس از سال ۲۰۰۱ الی ۲۰۰۸ برای تیم نیوجرسی نتس (بروکلین نتس) بازی کرد. در اواسط فصل ۲۰۰۷–۲۰۰۸ به تیم دالاس موریکس ترید شد. ۳ بار در مسابقات فینال حضور یافته‌است که دراین بین قهرمانی با دالاس در ۲۰۱۱ را می‌توان برشمرد. دو بار هم در سال‌های ۲۰۰۰ و ۲۰۰۸ به همراه تیم ملی بسکتبال آمریکا قهرمان شده‌است. ۱۰ بار درترکیب آل استار حضور یافته و۵بار برای تیم اول لیگ دست به توپ شده‌است. هم چنین ۹ بار در تیم تدافعی لیگ بازی کرده‌است. جیسون کید در زمین بازی به جرات می‌توان گفت تردستی می‌کند و با توپ به راحتی شعبده بازی می‌کند بطوری که در ۱۰۷ بازی توانسته است تریپل دابل کند که در مجموع ۱۱ تای آن‌ها در مسابقات پلی آفس شکل گرفته‌است.

## زندگی
جیسون کید در سان فرانسیسکو، کالیفرنیا به دنیا آمده و اندکی بالاتر از این شهر یعنی در اوکلند واقع در کالیفرنیا بزرگ شده‌است. پدرش (استیو) ملیتی آفریقایی-آمریکایی دارد و مادرش آن (Anne) ایرلندی می‌باشد که حاصل این ازدواج جیسون کید قصهٔ ما می‌باشد. بزرگترین عضو خانوادهٔ ۶ نفری کید(ها) می‌باشد. در مدرسهٔ «سنت پاسکال اوکلند» درس خواندو در تیم AUU شهر خود بسکتبال آموخت و در مقابل بازیکن بزرگ آن دوران گری پیتون بازی کرده‌است. کید در کنار بسکتبال فوتبال آمریکائی هم بازی کرده‌است. در مدرسهٔ St. Joseph Notre Dame تحت مربیگری فرانک لپتور جیسون توانست ۲۵ امتیاز و ۱۰ اسیست و ۷ ریباند و ۷ استیل در هر بازی میانگین طلایی را کسب نماید

## کالج
در اولین سال حضورش در دانشکده کالیفرنیا ۱۳٫۰ امتیاز و ۷٫۷ اسیست و ۴٫۹ ریباند + ۳٫۸ استیل در هر بازی بدست می‌آورد. واین آمار باعث شد جایزهٔ تازه‌نفس‌ترین بازیکن را از آن خود کند. ۱۱۰ استیل دران سی ای ای رکوردی است که تاکنون در دستان جیسون مهار شده و همچنین در دبیرستان ۲۲۰ اسیست از وی به یادگار مانده است؛ و اما ورود وی به درفت سال ۱۹۹۴ و راهیابی به ان بی ای و دوران طلایی اش را در این برحه بررسی می‌کنیم.

## دالاس موریکس (۱۹۹۴–۱۹۹۶)
جیسون کید دربرداشت دوم از دور اول توسط دالاس مـَوِریکس به ان‌بی‌ای راه یافت و به همراه گرانت هیل از تیم دیترویت پیستونزدو تن از سرشناسان حال حاضر بسکتبال گشتند. در اولین سال ۱۱٫۷ امتیاز و ۵٫۴ ریباند و۷٫۷ اسیست بدست آورد و در همان آغاز بهترین بازیکنی بود که بیشترین تریپل دابل هارا می‌توانست کسب کند. قبل از جذب جیسون توسط دالاس این تیم بدترین نمایش خود را در سال ۱۹۹۴ به نمایش گذاشته بود و ۱۳ برد و ۶۹ باخت بدست آورده بود تا اینکه کید به تیم پیوست و این رقم به ۳۶ برد و۴۶ باخت بهبود یافت. وی همچنین جزء کاندای ترکیب اصلی آل استار ۱۹۹۶ قرار گرفت. طرفداران جیسون و دالاس وی را بیشتر بخاطر پاس‌های مواجی که شبیه به پاس‌های ورزش بیسبال است دوست داشتند. اوی یکی از اعضای تیم موسوم به "Three J's" بود. حرف اول اسم ۳ بازیکن در دالاس با حرف J شروع می‌شد. این بازیکن‌ها Jason kidd + Jim Jackson + Jamal Mashburn بودند.
وی اوضاع بر وفق مراد نبود و خیلی زود این ۳ تن از دالاس به تیم‌های دیگر پیوستند.
فنیکس سانز(۱۹۹۶–۲۰۰۱)
جیسون به همراه دو بازیکن دیگر (Tony Dumas and Loren Meyer) به تیم فینیکس پیوستند و در ازای این‌ها ۳ بازیکن از فینیکس به دالاس راه یافتند که عبارت بودند از (مایکل فینلی، A. C. Green , و Sam Cassell) این ترید در سال ۱۹۹۶–۹۷ انجام شد. جیسون در طول حضور ۵ ساله‌اش دراین تیم توانست ۳ بار به آل استار راه یابد(۱۹۹۸، ۲۰۰۰، & ۲۰۰۱)و ۳ سال پشت سرهم بهترین پاسور لیگ لقب گرفت (۱۹۹۹–۲۰۰۱)
وی در پایان پنج سال بازی برای سانز به همراه کریس دادلی با بازیکنان تیم نیوجرسی نتس ترید شدند استفان ماربوری، Johnny Newman, و Soumaila Samake))

## نیو جرسی (۲۰۰۱–۲۰۰۸)
درفصل ۲۰۰۱–۲۰۰۲ جیسون کید توانست رکورد بردهای نیوجرسی را به ۵۲ برد برساند. همکاری وی در این تیم در آن سال‌ها باعث شده بود یکی از بزرگترین دگرگونی‌های تیمی در تاریخ ان بی ای شکل بگیرد. تیم نیوجرسی تا آن موقع چنین پیروزی‌هایی را تجربه نکرده بود و همین امر باعث شده بود که بسیاری از هواداران و منتقدان وی را مستحق جایزه MVP می‌دانستند که آن سال به تیم دانکن رسیده بود. به حضور وی در این تیم بازیکنان دیگری همچون کنیون مارتین، Kerry Kittles و Keith Van Horn به تیم پیوستند و دوران طلایی نیوجرسی برپا شد. در همان سال با راهنمائی‌های جیسون در زمین مسابقات و تیم تازه‌نفس شهر نیوجرسی حضور در فینال برای خوش بین‌ترین هوادار نیوجرسی یک رؤیا تلقی می‌شد ولی این رؤیا دیری نپائید و با همکاری دو غول آن دوران بسکتبال تیم لس آنجلس یعنی کوبی برایانت و شکیل اونیل شانس قهرمانی را از کید و یارانش ربودند. بار دیگر سالی دیگر پلی آفسی دیگر و فینالی دیگر. نتیجهٔ هدایت جیسون کید و رکورد ۴۹ برد و ۳۳ باخت تیم نتس بود که این تیم را بار دیگر به فینال کشاند ولی اینبار غولی به نام تیم دانکن تیم سان آنتونیو اسپیرز را بر مسند قهرمانی سوار کردو بار دیگر جیسون کید بدون قهرمانی زمین را ترک گفت.
وی در آن فصل در پست یک با ۱۸٫۷ امتیاز و ۸٫۹ پاس منجر به امتیاز بهترین گارد راس بشمار می‌رفت. در فصل ۲۰۰۳–۴ با دیگر برای دومین سال پیاپی وی بهترین گارد راس لیگ شناخته شد و کمینهٔ ۱۵٫۵ امتیاز و ۶٫۴ ریباند و ۹٫۲ اسیست را به یادگارگذاشت. در اوج ناباوری باوجود ۴۷ برد و ۳۵ باخت به نیمه نهایی راه یافتند ولی بار دیگر مغلوب تیم دیترویت پیستونزبود که نتس را درهم کوفت تا قفل ناکامی‌های جیسون همچنان بدون کلید بماند.
درفصل ۲۰۰۴–۲۰۰۵ به دلیل شکستگی کشکک زانو زیرتیغ جراحی رفت و تا دسامبر همان سال برای ریکاوری کامل به میادین پا نگذاشت. در این بین تیم نیوجرسی بیکار ننشست و بازیکن زبردست تیم تورنتو راپترز یعنی وینس کارتردر یکم فوریه ۲۰۰۷ کید به عنوان بازیکن ذخیره مسابقه آل استار (به جای هم تیمی اش VC) در زمین حاضر شد ولی به دلیل درد ناحیه کمر تا آخر به میدان نرفت. در ۷ آوریل بود که به مسابقات بازگشت و با وینس کارتر زوج مکمل عالی را تشکیل دادند و نتیجهٔ این تیم دونفره این بودکه از برای بار دوم در تاریخ ان‌بی‌ای ازسال ۱۹۸۹ به این سمت دو بازیکن هم تیمی هرکدام تریپل دابل کردند. اولین بار بازیکنان شیکاگو بولز یعنی اسکاتی پیپن و مایکل جردن بودند. جیسون کید تا پایان فصل میانگین ۱۰ امتیازو۱۶ ریباندو ۵۰ درصد صحیح در پرتاب‌های منطقه‌ای و ۱۳٫۲ اسیست و ۱۰٫۰ ریباند درهر بازی بدست می‌آورد.. یکی از خیره کننده‌ترین آماری که تا به حال توسط گارد راس به ثبت رسیده است. وی با حفظ آمار فوق به جمع مجیک جانسون و ویلت چمبرلین پیوست. این ۲ بازیکن به همراه جیسون کید ۳ تن از بازیکنانی هستند که حتی در طول پلی آفس نیز آمار تریپل دابل خودشان را حفظ نموده بودند.
دربازی سوم از دور دوم پلی آفس ۲۰۰۶–۲۰۰۷ بود که کید ۱۱ امین تریپل دابل فصلش را بدست آورد و آمار قابل تأمل ۲۳ امتیاز و ۱۴ پاس منجر به امتیاز و ۱۳ ریباند را کسب نمود تا با رکورد لری برد بزرگ برسد. وی پشت سر لری برد دومین بازیکن تاریخ ان‌بی‌ای می‌باشد که در طول یک فصل بیشترین تریپل دابل را انجام داده است.
تریپل دابل: اگر بازیکنی در سه مکانیسم مثبت در طول بازی آماری به حداقل ۱۰ برسد را گویند.
مثل ۱۰ ریباند+۱۰ پاس منجر به گل +۱۰ اسیست = تریپل دابل.
وی در فصل ۲۰۰۷–۲۰۰۸ بار دیگر تاریخ را به سمت خود کشاند و اینبار در لیست ۳ نفرهٔ بازیکنانی قرار گرفت که ۳ بازی پشت سرهم تریپل دابل کرد. از سال ۱۹۸۹ چنین بازیکنی تا بحال دیده نشده‌است مگر خود جی کید.
بعداز آن فصل شایعات دربارهٔ جابه جایی وی شروع شد و بسیاری فکر می‌کردند به لیکرز خواهد پیوست؛ ولی لیکرز به از دست دادن آندرو باینوم مطمئن نبود. در ۱۹ فوریه ۲۰۰۸ به تیم دالاس موریکس پیوست.

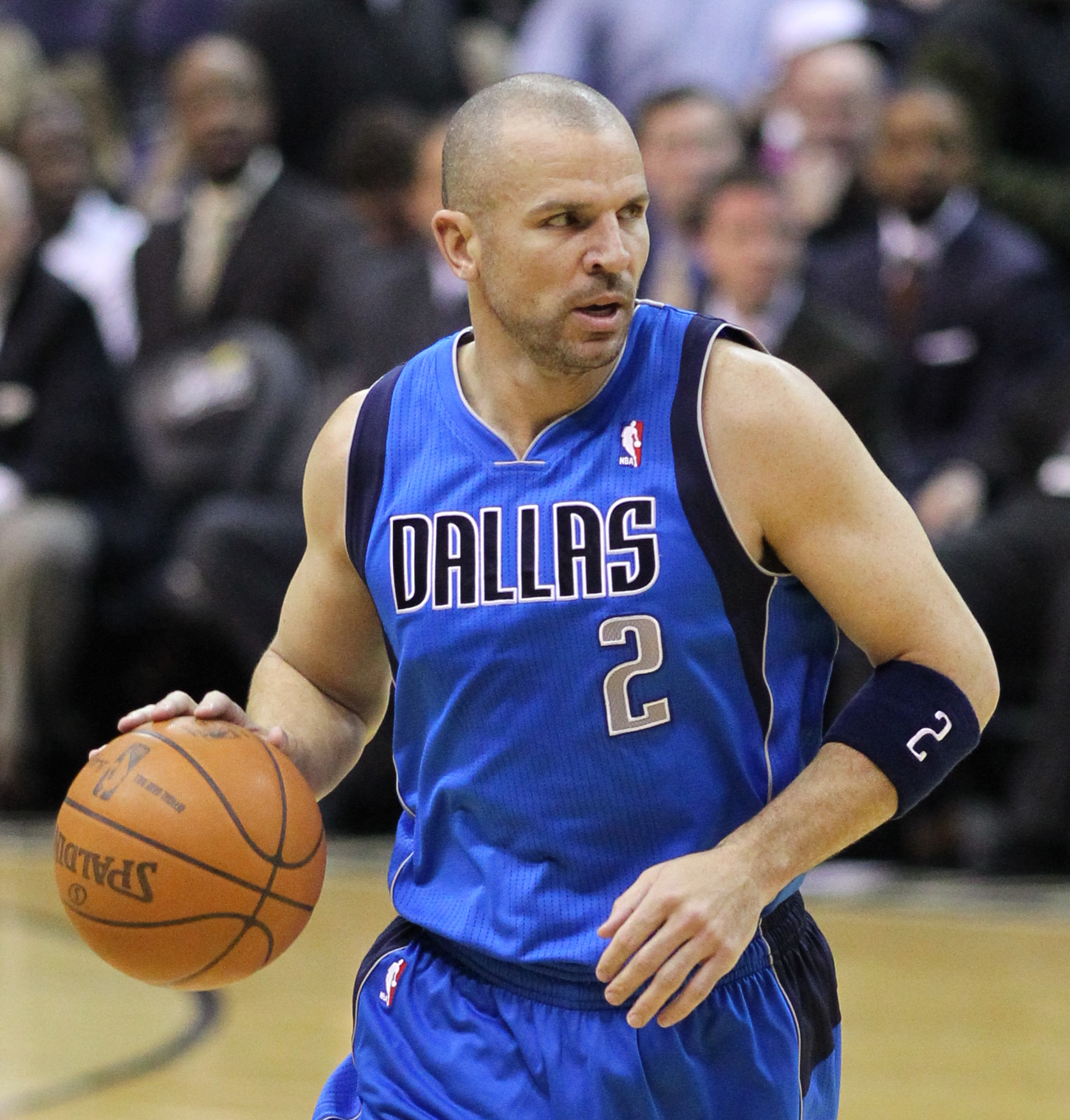

## بازگشت به دالاس(۲۰۰۸–۲۰۱۲)
تیم نیوجرسی نتس با انقال جیسون کید و بازیکن دیگری به نام مالیک آلن به تیم دالاس ۴ بازیکن را به خدمت گرفت. (Devin Harris, Devean George, جری استاک‌هوس، DeSagana Diop, Maurice Ager)
باورود جیسون به تیم مسابقات آل استار ۲۰۰۸ شروع شد و جیسون کید درترکیب اصلی تیم قرار گرفت. تیم دالاس در پلی آفس آن سال به رویارویی با نیواورلئان هورنتز به پیکار پرداخت ولی زنبورهای شهر نیواورلئان در ۵ بازی بی صاحبان دالاس را گزیدند و آن هارا حذف کردند.
فصل بعدی تیم دالاس بسیار قوی دررقابت‌ها حاضر شد و در دور اول پلی آفس به تور سان آنتونیو خورد و طوری برنامه‌ریزی کرد تا در زمین سان آنتونیو در بازی پنجم برنده این دور شوند و به مصاف دنور ناگتسبروند. دنور ناگتس آن‌ها را در دور دوم شکست داد. در سال ۲۰۰۹ تیم دالاس قرار داد ۲۵ میلیون دلاری با وی به امضا رسانید تا ۳ سال وی را به خدمت داشته باشد. در هالووین سال ۲۰۱۰ در مقابل کلیپرز ۱۱ هزارمین اسیست خود را در تاریخ بسکتبال نگاشت. این پاس که یک پاس الیوپ به تایسون چندلر بود ۱۰٬۹۹۹ امین پاس جیسون را به ۱۱٫۰۰۰ تغییر داد. در سال ۲۰۱۱ قهرمانی را کسب کردند و این اولین قهرمانی جیسون کید بوده‌است. در ۲۰ فوریه ۲۰۱۲ توانست ۲ هزارو ۵۱۵ امین توپ رباییش را بدست آورد و رکورد مایکل جردن را بشکند و به تنهایی بر مسند قدرت نشست.

## نیویورک نیکز (۲۰۱۲)
در ۵ ژولای ۲۰۱۲ قرار داد ۲۷ میلیون دلاری اش را باتیم نیویورک نیکس منعقد کرد و به دارودستهٔ نیویورکی‌ها پیوست.

## زندگی شخصی
در ژانویه ۲۰۰۱ به دلیل دعوا به علت (همسرآزاری) دست‌گیر شد. با دیگر به علت استعمال بیش از مشروبات الکلی دستگیرشد. در ۹ ژانویه ۲۰۰۷ طلاق گرفت. Trey Jason (T.J.), و دوقلوهای Miah و Jazelle سه فرزند زندگی جدید وی می‌باشند. وی در ۱۱ سپتامبر ۲۰۱۱ با Porscha Coleman که طراح مد لباس است ازدواج کرد.

## افتخارات
در سال ۱۹۹۲ جایزه بهترین بازیکن دبیرستان هارا از اتحادیه جیمز ناسمیث دریافت کرد.
- اولین بازیکن آمریکایی تبار تیم در دانشکده UC Barkley
- عضو تیم رؤیایی آمریکا در سال ۲۰۰۰ و کسب مدال طلا
- حضور در تیم آمریکا در سال ۲۰۰۳
- حضور در کاور بازی NBA LIVE ۲۰۰۳
- نفر ۲۸ ام در ۵۰ بازیکن برتر تاریخ ان بی ای که مجله SLAM در سال ۲۰۰۹ چاپ نمود.